# Uruguay Athletic Club
El Uruguay Athletic Club, conocido como el Uruguay Athletic, fue un club uruguayo de fútbol fundado en 1898, con sede en el barrio de Punta Carretas, Montevideo. Estuvo entre los cuatro miembros fundadores de la liga uruguaya y participó en las primeras temporadas, hasta su desaparición. 
No se debe confundir con el Uruguay Athletic de La Unión, equipo que se fusionó con el Montevideo Football Club para formar el Club Nacional de Football.

## Historia

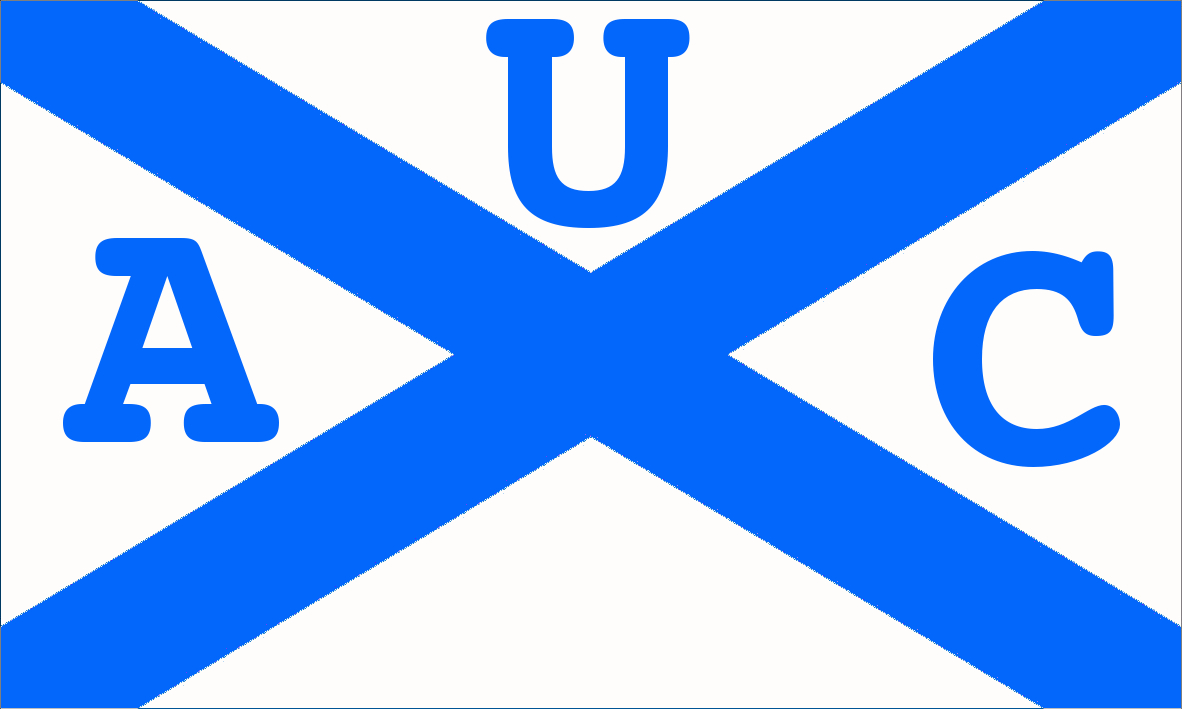
Bandera del Uruguay A.C.

El club se fundó el 10 de agosto de 1898, cuando en Punta Carretas se realizó la Asamblea Constitutiva del Uruguay Athletic, como fusión del American y el National F.C.. El Uruguay Athletic debutó en un amistoso en su campo detrás de la Parva Domus y en ese partido estuvo integrado por Enrique Sardeson, Cardenal, Juan Sardeson (capitán), A. Clulow, A. Davie, Ch. Clulow, P. Ferrés, G. Swinden, F. Real de Azúa, Hooper y Thomas. En el equipo se destaca la presencia de los hermanos Sardeson, jugadores y dirigentes del Albion, que luego ser irían del mismo, para fundar el Montevideo Wanderers.
La cancha de Punta Carretas era usada por el Albion, hasta que en abril de 1899 ese club se mudó hacia el barrio Paso Molino donde obtuvo la primera cancha cercada de la ciudad, quedando entonces el Uruguay Athletic como el club de fútbol más importante de Punta Carretas. Entonces, al año siguiente el Uruguay Athletic, de camiseta marrón y azul, fue invitado a jugar en la incipiente Liga Uruguaya de Foot Ball. De esta forma se convirtió en uno de los cuatro miembros fundadores de la The Uruguay Association Football League junto con el Albion, el C.U.R.C.C. y el Deutscher.
Participó de las primeras cuatro temporadas del fútbol uruguayo. En el primer campeonato uruguayo logró dos puntos, fruto de una victoria frente al Deutscher, finalizando en tercera posición. Al año siguiente también finalizó tercero, pero con 7 puntos logrados.  En 1902 fue cuarto y en 1903, en la que sería su última participación, finalizó último entre siete competidores.

## Datos del club
- Temporadas en 1ª: 4
- Mejor puesto en Primera División: 3º (1900 y 1901)
- Peor puesto en Primera División: 7º (último) (1903)
- Registro histórico: Disputó 36 partidos divididos en 9 victorias, 2 empates y 25 derrotas, con 26 goles a favor y 91 recibidos.

## Palmarés
El club no obtuvo ningún título.